# Alarik Fredenberg
Alarik Fredenberg, född 1 augusti 1825 i Hagby församling, Uppsala län, död 18 februari 1891 i Sala stadsförsamling, Västmanlands län, var en svensk militär och riksdagsman.
Fredenberg var kapten vid Västmanlands regemente. Han var ledamot av riksdagens andra kammare 1876–1887, invald i Arboga och Sala valkrets.